# Mercedes-Benz A-класс
Mercedes-Benz A-класс — серия компактных (до 2012 года — субкомпактных) легковых автомобилей немецкой марки Mercedes-Benz. Первое поколение (W168) было представлено в 1997 году, модель второго поколения (W169) появилась в конце 2004 года, а третье поколение (W176) дебютировало в 2012 году. Является первой серией автомобилей компании в своём сегменте, где был установлен передний привод.
Разработка прототипа была начата ещё в начале 1990-х годов. При проектировании будущего автомобиля инженерами компании были учтены опыт и решения, полученные при работе над концепткаром Mercedes-Benz NAFA. На 1991 год были разработаны два прототипа: один оснащался двигателем внутреннего сгорания, второй электромотором. По экономическим соображениям на массовый рынок в 1997 году была выпущена только модель с ДВС, в то время как электрокар отправился на долгосрочное тестирование и доработку.
Первоначально серия представляла собой пятидверные автомобили в кузове хетчбэк, однако с приходом второго поколения появился трёхдверный вариант. На коммерческом рынке транспортных средств данный класс позиционировался как стартовая модель в линейке продукции компании Mercedes-Benz. С приходом третьего поколения в 2012 году автомобили A-класса выросли в длину на 68 см, что сделало их длиннее, чем модели первого поколения B-класса.

## История

### Предыстория

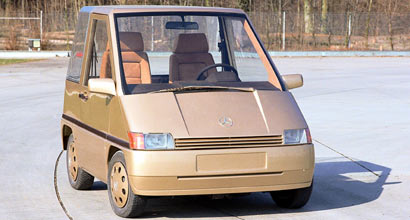
Mercedes-Benz NAFA

В начале 1980-х годов компания Mercedes-Benz начала работы над принципиально новым автомобилем, который был назван NAFA. Инициирован данный проект был в связи с реалиями переполненного города с катастрофической нехваткой мест для парковки. В 1982 году концерн представил около 50 научно-исследовательских и опытно-конструкторских проектов, среди которых фигурировал и Mercedes-Benz NAFA. Единственной причиной, сдерживающей серийный выпуск автомобиля, было несоответствие высоким требованиям к безопасности водителя и пассажира, а данное требование, как известно, всегда являлось наиболее приоритетным для концерна. Чтобы преодолеть данный недостаток, инженеры нуждались в совершенно новых идеях. Концепция NAFA не была забыта и нашла применение в прототипах будущего A-класса (W168) и Smart Fortwo.
Разработка субкомпактного автомобиля от немецкой марки стартовала в начале 1990-х годов. Ответственным за дизайн нового автомобиля был назначен Стив Маттин, который впоследствии получил за свою работу звание «Дизайнер года» от популярного британского автомобильного журнала «Autocar». Окончательный дизайн был утверждён советом компании в январе 1995 года, а производство стартовало в августе 1997 года.

### Первое поколение
Первое поколение A-класса было представлено осенью 1997 года на Франкфуртском автосалоне. W168 стал очень необычной моделью в линейке продукции компании: помимо непривычно короткого кузова автомобиль оснащался передними ведущими колёсами. Ещё одной особенностью стала система поглощения лобового удара (так называемый «сэндвич»), обеспечивающая безопасность пассажиров автомобиля столь малых размеров. На неё компанией были получены патенты за номерами DE4326 9 и DE4400132. В случае сильного лобового удара, двигатель и трансмиссия будут перемещаться под дном ниже педалей, а не внутрь салона.
Базовой моделью серии стал Mercedes-Benz A140 с 1,4- или 1,6-литровым двигателем. Мощность в обоих случаях составляла 82 л. с. Версии A160 и A190 оснащались двигателями 1,6 л (102 л. с.) и 1,9 л (125 л. с.) соответственно. Помимо бензиновых агрегатов автомобиль оснащался дизельными ДВС мощностью от 60 до 90 л. с. В 1999 году к модельному ряду примкнула модификация с 1,9-литровым двигателем.
В 1997 году Mercedes-Benz W168 приобрёл печальную репутацию, после того как шведский журналист Роберт Коллин (журнал Teknikens Värld), выполняя «лосиный тест», перевернул автомобиль А-класса. Изначально компания отказывалась признавать факт просчёта при конструировании модели, однако позже предприняла неожиданный шаг — отозвала все проданные автомобили (2600 единиц) и приостановила продажи сроком на три месяца до тех пор, пока проблема не была решена путём добавления электронного контроля устойчивости (система ESP), уменьшения клиренса, перенастройки подвески и замены покрышек. Компания потратила 2.5 миллиарда немецких марок для разработки автомобиля и ещё 300 миллионов марок на исправление возникших проблем.
В 1998 году специалисты тюнинг-ателье Mercedes-AMG провели эксперимент с автомобилем A-класса, снабдив его двумя бензиновыми двигателями по 1,9 л. каждый, создав таким образом модель A38 AMG. Первый силовой агрегат располагался на традиционном месте (под капотом) и приводил в движение передние колёса, в то время как второй устанавливался в задней части автомобиля и посылал тягу на задние колёса. Суммарная мощность и крутящий момент двигателей составил 250 л.с. и 360 Н·м соответственно. Модель развивает скорость от 0 до 100 км/ч за 5,7 секунд. Максимальная скорость ограничена на отметке в 230 км/ч. Элементы подвески и тормозные механизмы были позаимствованы у старшего брата — Mercedes-Benz E55 AMG (W210). Всего было собрано четыре таких автомобиля, два из них получили бывшие пилоты Формулы-1 — Мика Хаккинен и Дэвид Култхард.

#### Рестайлинг
В 2001 году модель претерпела небольшой рестайлинг, результатом которого стали едва заметные изменения во внешнем облике (передняя и задняя конструкции бампера). Тогда же появилась удлинённая версия «L» с увеличенной на 170 мм колёсной базой. Обновлённая версия была представлена на Женевском автосалоне зимой того же года. В 2002 году серия пополнилась топовой версией с 2,1-литровым бензиновым двигателем (Mercedes-Benz A210 Evolution), развивающим 140 лошадиных сил.
|  |  |  |  |

#### Производство
Концерн DaimlerChrysler инвестировал около 900 миллионов евро в развитие производственной базы в городе Раштатт, Германия, где был налажен выпуск автомобилей A-класса. Новые заводы и офисы обеспечили 1600 вакансий. 17 февраля 1999 года в городе Жуис-ди-Фора (штат Минас-Жерайс), Бразилия, компания открыла свой первый завод в Южной Америке, создав около 10 000 рабочих мест. 15 августа 2005 года выпуск субкомпактных автомобилей на данном заводе был оставлен.
Производство хетчбэков A-класса первого поколения в Германии завершилось в 2004 году, на заводе в Бразилии (здесь выпускали продукцию для стран Латинской Америки) автомобиль продержался на конвейере чуть дольше — до 2005 года. Всего было выпущено 1,1 млн единиц автомобиля.

### Второе поколение
Второе поколение Mercedes-Benz А-класса было представлено в 2004 году. Кузов автомобиля был собран из высокопрочных стальных сплавов со специальными клеевыми соединениями, наследуя от своего предшественника «сэндвичную» архитектуру. Учитывая предыдущий горький опыт, инженеры компании оснастили новую модель большим числом различных подушек безопасности, включая боковые, дополнительные задние, для грудной клетки и прочие. Грузоподъёмность W169 возросла на 15 % по сравнению с W168. Модельный ряд состоял из семи типов (все четырёхцилиндровые) двигателей: четыре бензиновых (A150, A170, A200, A200 Turbo) и три дизельных (A160 CDI, A180 CDI, A200 CDI); все работают в паре с пяти- или шестиступенчатой механической коробкой передач. На заказ была доступна бесступенчатая трансмиссия (CVT). Самая мощная модификация разгоняется с 0 до 100 км/ч (62 мили в час) за 8.0 секунд, а её максимальная скорость составляет 218 км/ч. Для дизельных агрегатов начали применять систему с непосредственным впрыском топлива Common Rail (CDI), которая улучшает расход топлива, снижает выброс выхлопных газов и уровень шума. Все двигатели соответствовали нормам выбросов Евро-4. На заказ была доступна система с сажевым фильтром, которая без дополнительных присадок снижала выброс твёрдых частиц примерно на 99%.

#### F-Cell

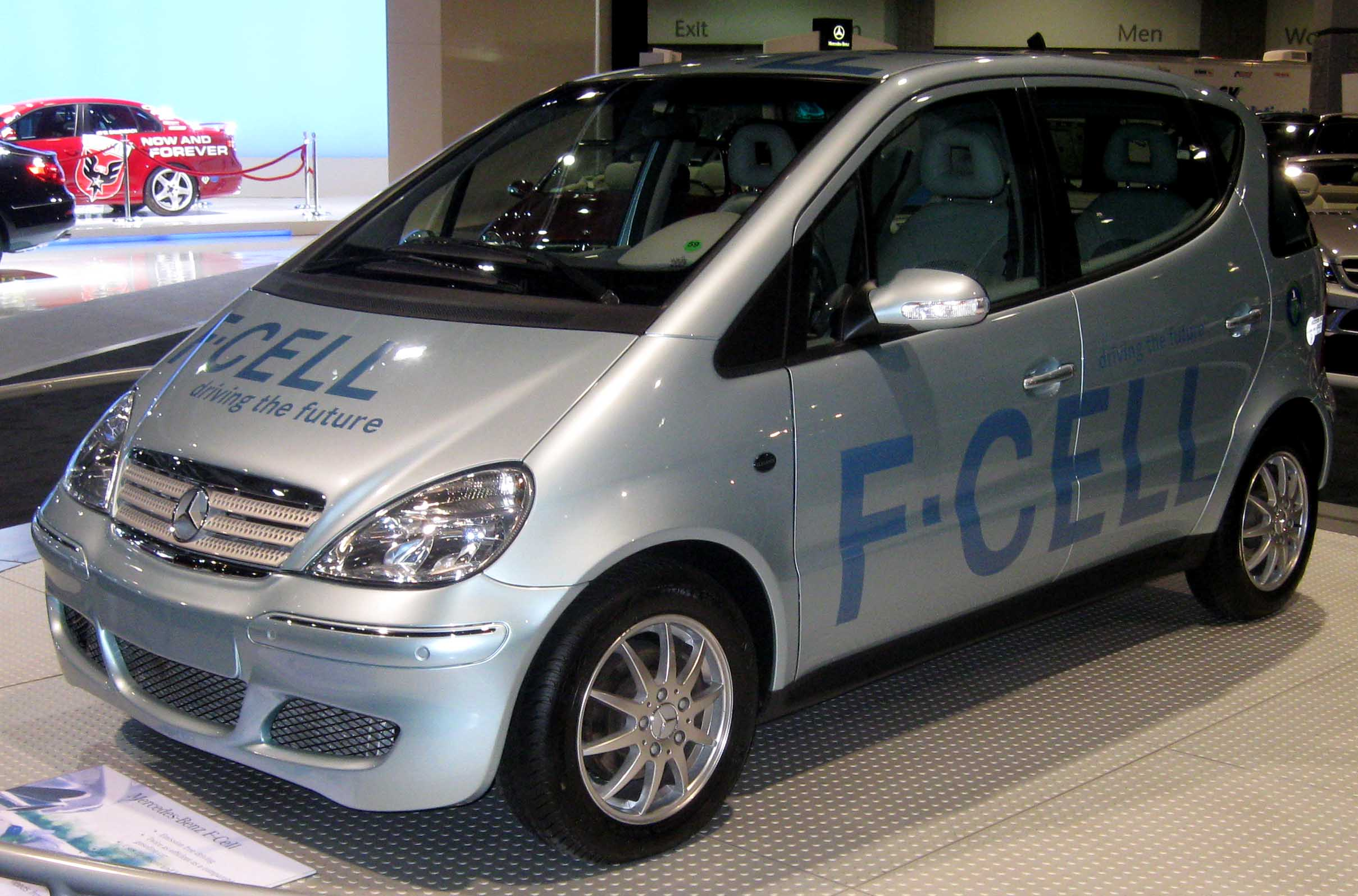
Mercedes-Benz F-Cell

На Франкфуртском автосалоне 2003 года были представлены 3 концептуальные модели A-класса F-Cell — электромобиль на топливных элементах (водород). Экологичная версия компактного автомобиля оснащалась силовой установкой мощностью в 88 л.с. (65 кВт). Максимальная дальность пробега без подзарядки составляла 160 км (99 миль). Через год, 18 июня 2004 года, 4 версии автомобилей F-Cell были доставлены компаниям Deutsche Telekom и BEWAG / Vattenfall Europe в Берлине.
В 2007 году автомобили данной серии были доставлены компаниям Ландсвиркьюн и Reykjavik Energy из Исландии.
DHL версия модели F-Cell была представлена на выставке FC EXPO 2008 года.

#### Рестайлинг
В 2008 году автомобиль претерпел фейслифтинг, благодаря которому были переработаны передние и задние бамперы и фары, боковые зеркала, а также добавлена новые ткани для обивки салона и опциональная система «старт-стоп» для моделей A150 и A170. Для дизельной версии A160 CDI купе стал доступен пакет BlueEFFICIENCY. Была представлена система Active Park Assist, помогающая водителю при параллельной парковке. Весной того же года наряду с обновленным M-классом и B-классом дебютировали пятидверный хетчбэк и трёхдверное купе.
В 2009 году компания представила ограниченную серию из 5500 автомобилей W169, отличающуюся от серийных моделей интегрированным пакетом BlueEFFICIENCY, радиаторной решёткой с чёрными ламелями, 16-дюймовыми легкосплавными дисками в новой конструкции из 9 спиц, боковым шильдиком Special Edition, мультимедиа системой Audio 20, Bluetooth-гарнитурой, системой автоматического затемнения зеркала заднего вида, комфортными сидениями и иными отличительными элементами и функциями.
В 2010 году компания Mercedes-Benz отозвала около 3500 автомобилей А-класса W169 и B-класса W245 с двигателями M266 в связи с протечками в топливопроводах. Неисправности были обнаружены у автомобилей, сошедших с конвейера с 1 по 12 июля 2010 года. Протечки могут возникать в близости от салонных фильтров, из-за чего владельцы могут сразу почувствовать запах бензина в салоне.
|  |  |  |  |

#### E-Cell
В сентябре 2010 года компания Mercedes-Benz представила электромобиль E-Cell на базе второго поколения A-класса, дебют которого состоялся в октябре того же года на Парижском автосалоне. Модификация построена на пятидверной версии А-класса и оснащена 67-сильным электромотором. Максимальный крутящий момент электродвигателя равен 290 Н·м. В режиме «Boost» силовой агрегат может кратковременно развивать мощность в 95 л.с. При этом разгон до 100 км/ч занимает 14 секунд, а до 60 км/ч электромобиль ускоряется за 5,5 с. Максимальная скорость модели ограничена электроникой на отметке в 150 км/ч. Без подзарядки E-Cell может проехать около 200 километров. Полная зарядка литий-ионных батареи от домашней электросети с напряжением 230 В осуществляется за восемь часов. Кроме того, можно использовать сети с напряжением 400 В, и тогда время зарядки сокращается до трёх часов..
Позже были выпущены 500 электромобилей, которые были переданы заранее отобранным покупателям из Германии, Франции и Нидерландов.

#### Производство
С сентября 2004 года по 4 декабря 2006 года было продано 371 700 единиц второго поколения A-класса, что в общей сумме составило 1 500 000 автомобилей, выпущенных DaimlerChrysler за 10 лет на заводе в Раштатт, Германия. Производство автомобилей Mercedes-Benz W169 было прекращено в 2012 году. По состоянию на 1 февраля 2012 года компанией было выпущено более 1 миллиона единиц второго поколения A-класса.

### Третье поколение
Отработка дизайна и технологических решений нового поколения A-класса проводились в рамках 3-дверного концепткара Concept A, который был представлен на автосалоне в Нью-Йорке в 2011 году. Автомобиль оснастили четырёхцилиндровым бензиновым двигателем M270 мощностью в 211 л.с. (155 кВт) и системой предупреждения столкновений на основе радара с адаптивной системой экстренного торможения. Внешний вид модели позаимствовали у концепт-кара Mercedes-Benz F800.
Третье поколение A-класса было представлено на Женевском автосалоне 2012 года и стало конкурировать с машинами компактного класса, такими как BMW 1 и Audi A3. Производство было налажено на заводах в городе Раштатт, Германия. Продажи в Европе начались 15 сентября 2012 года, в Японии — 17 января 2013. Новое поколение построено на базе представленного в 2011 году концепта и имеет совершенно новый дизайн. Длина модели выросла до 4292 мм, что сделало его полноценным небольшим семейным транспортным средством и перевело в класс компактных автомобилей. Модельный ряд состоял из 6 версий, причём все они оснащались системой снижения выбросов BlueEFFICIENCY: A180, A200, A250, A180 CDI (двигатели OM 607/OM 651), A200 CDI и A220 CDI. В сентябре 2013 года появилась ещё одна дизельная версия A160 CDI (без системы BlueEFFICIENCY).
|  |  |  |  |

#### A45 AMG

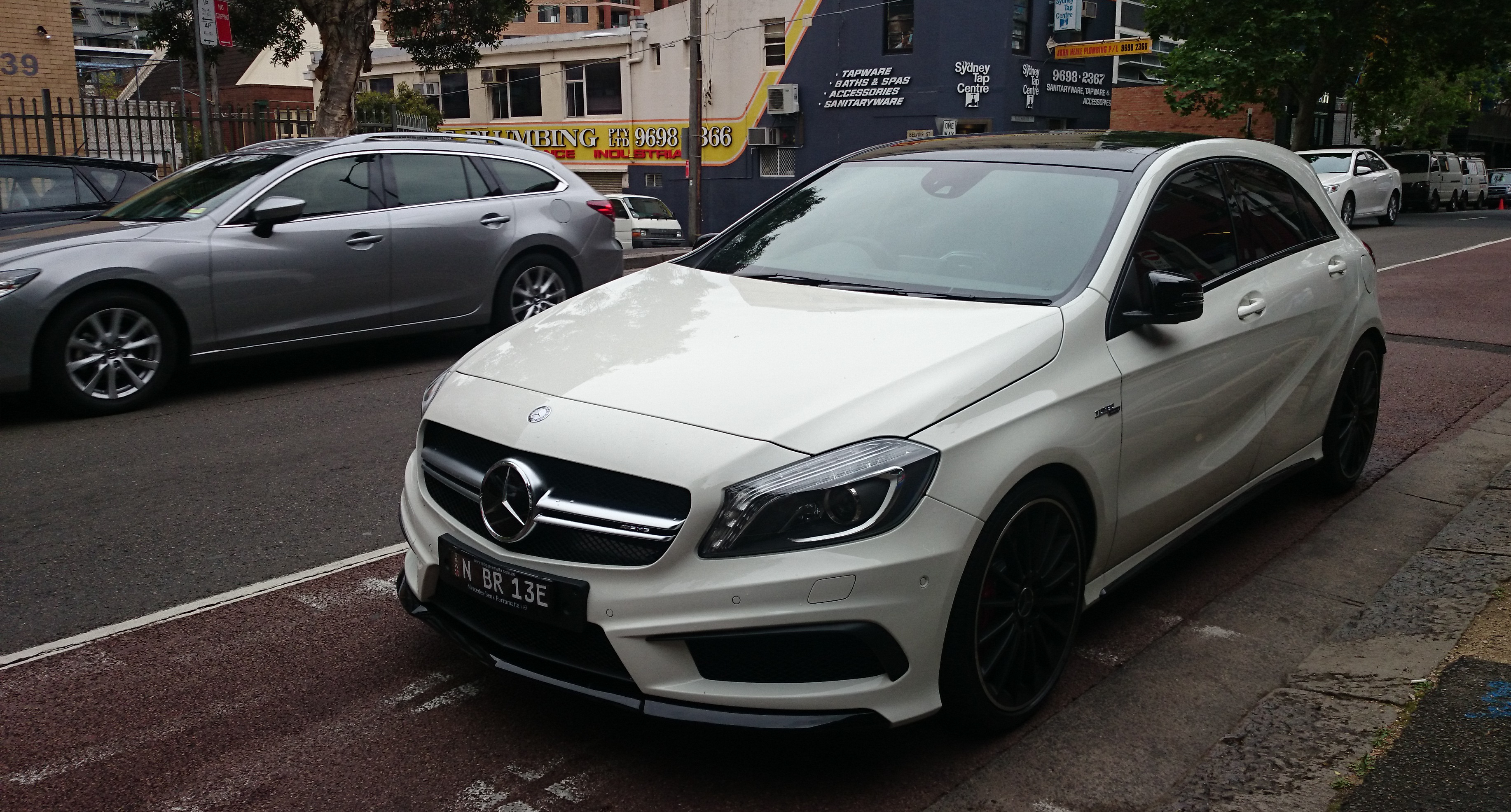
Mercedes-Benz A45 AMG (W176) 4MATIC

В 2013 году на Женевском автосалоне была представлена высокопроизводительная модификация от подразделения Mercedes-AMG под названием A45 AMG. Автомобиль оснастили 2-литровым турбированным двигателем мощностью в 360 л. с. (265 кВт) и крутящим моментов в 450 Н·м, 7-ступенчатой автоматической трансмиссией AMG Speedshift DCT и системой полного привода 4MATIC. Разгон от 0 до 100 км/ч осуществляется за 4,6 секунд, максимальная скорость ограничена отметкой в 250 км/ч.
Технически автомобиль оснащён 3-ступенчатой системой контроля устойчивости (ESP) с функцией ESP Curve Dynamic Assist и режимом ESP Sport Handling, высокоэффективной тормозной системой (350 х 32 мм передние тормозные диски и 330 х 22 мм задние), двухламелевой решёткой радиатора, легкосплавными колёсными дисками и двумя квадратными хромированными выхлопными трубами.
Дата начала продаж в Европе была назначена на 8 апреля 2013 года, выход на рынок Германии и России начался с июня 2013 года.

#### Рестайлинг
Во второй половине 2015 года компания Mercedes-Benz представила обновлённую версию третьего поколения A-класса. Изменениям подверглись модельный ряд двигателей, оснащение и экстерьер автомобиля. Принимать заказы концерн начала 3 июля, поставки в салоны дилеров состоялись конце сентября.
Многие изменения были позаимствованы у B-класса. Обновлённый A-класс получил новые бампера, оптику с LED-элементами (на заказ доступны полностью светодиодные адаптивные фары) и новые цвета в гамме окраски кузовов. На заказ стал доступен пакет AMG Dynamic Plus. В салоне появились пятирежимная подсветка, а также новые различные переключатели, руль и передние сиденья с расширенным диапазоном регулировки по высоте. Фирменная мультимедиа система Comand получила интерфейсы Apple CarPlay и MirrorLink. Для автомобилей с преселективной коробкой передач 7G-DCT появилась система Launch Assist. Кроме того стала доступна и система Dynamic Select с 4 режимами, а в дополнение к ней — адаптивные амортизаторы, которые индивидуально и бесступенчато варьируют степень демпфирования в зависимости от различных показателей.
Обновились и двигатели модели: самым экономичным в линейке стал A180 d BlueEfficiency (109 л.с.), A220 d и A250 прибавили 7 л.с. мощности (в сумме 177 и 218 соответственно). Модернизации подверглась и самая высокопроизводительная версия Mercedes-AMG A45 AMG — его 2,0-литровый турбированный силовой агрегат теперь генерирует 381 л. с. и 475 Н·м (предыдущая версия выдавала 360 л. с. и 450 Н·м соответственно).

#### Производство
Выпуск автомобилей 3-го поколения был налажен на производственной базе в городе Раштатт, Германия, в 2012 году.
В 2013 году концерн подписал контракт с финской компанией Valmet Automotive, согласно которому последняя соберёт 100 000 автомобилей A-класса с 2013 по 2016 год.
На заводе по производству двигателей в городе Кёлледа, Германия, для A-класса был налажен выпуск 4-цилиндровых двигателей серии BlueDirect.

### Четвёртое поколение

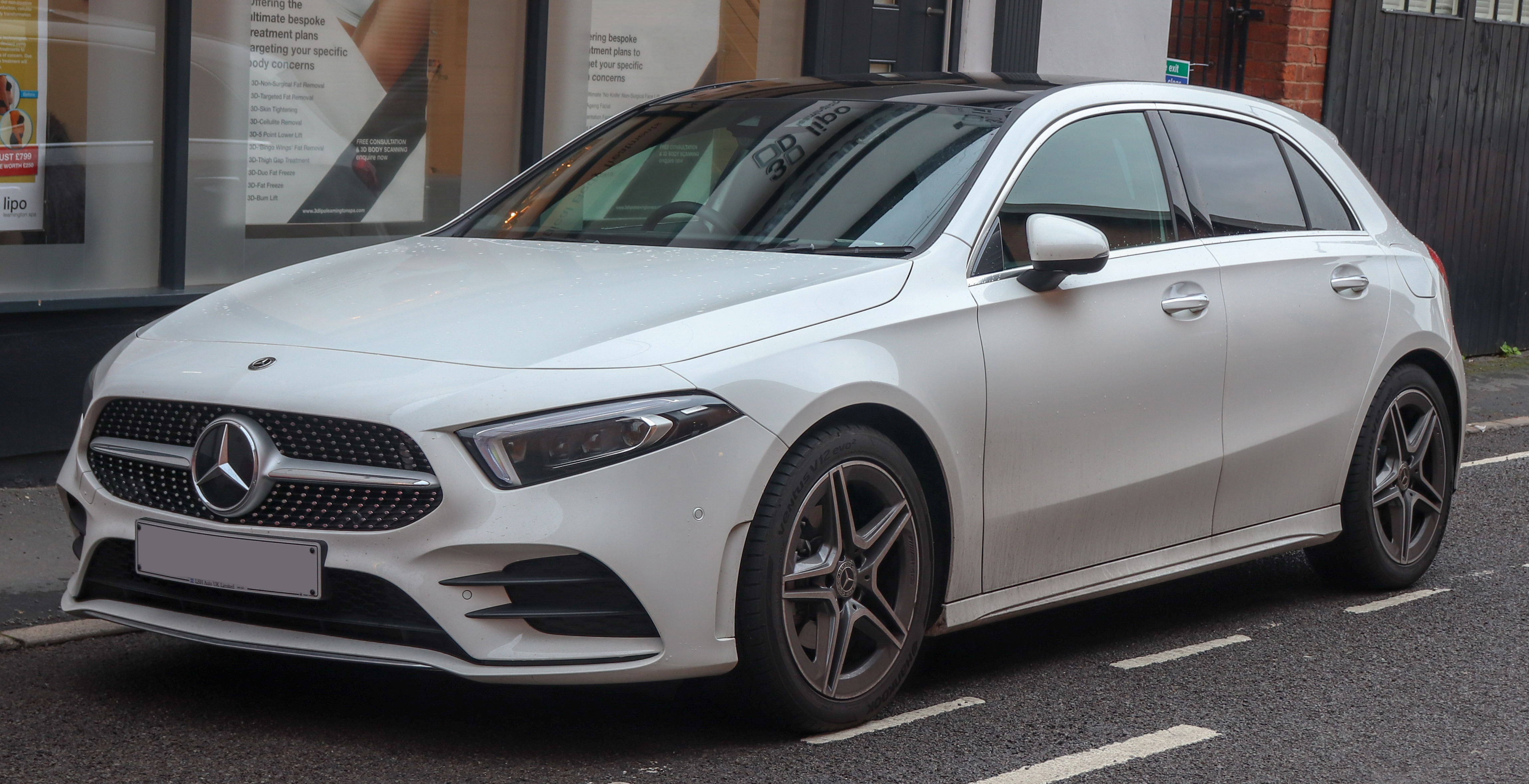
Mercedes-Benz A 200

Презентация нового поколения премиального хетчбэка Mercedes-Benz A-класса состоялась в первых числах февраля 2018 года на специальном мероприятии в столице Голландии – Амстердаме. Новая серия включает большое число модернизаций, затронувших как внешний вид, так и технологическую составляющую автомобиля. Обновлённая модель с заводским индексом W177 обзавелась более прочным силовым каркасом, слегка увеличилась в габаритах, а также обрела абсолютно новый дизайн кузова в фирменной стилистике компании под названием «Sensual Purity». Внутри новый A-класс получил полностью обновлённый салон с продвинутой медиасистемой Mercedes-Benz User Experience.
Продажи новинки на европейском рынке стартовал в марте 2018 года после официального дебюта на Женевском автосалоне. Начальная цена хетчбэка ориентировочно составит 25 тыс. евро. Приём заказов на новое поколение A-класса в России начнётся также в марте, но в салонах дилеров первые машины появятся не раньше лета. Сначала россиянам предложат только версию A200 с 1,3-литровым бензиновым мотором мощностью 163 л. с., потом модельная линейка должна расшириться.

## Продажи
Основным рынком сбыта автомобилей A-класса являются страны Европы, Япония и Россия. В Китай и США компания вместо субкомпактных транспортных средств поставляет CLA-класс как модель начального уровня в линейке продукции торговой марки. Статистика продаж автомобилей A-класса выглядит следующим образом:
| Календарный год | Продажи в Европе | Продажи в России |
| --------------- | ---------------- | ---------------- |
| 1997            | 6184             | 7                |
| 1998            | 118 058          | 44               |
| 1999            | 177 275          | 15               |
| 2000            | 168 897          | 24               |
| 2001            | 161 962          | 35               |
| 2002            | 149 327          | 33               |
| 2003            | 130 051          | 19               |
| 2004            | 126 294          | 64               |
| 2005            | 173 548          | 362              |
| 2006            | 148 001          | 426              |
| 2007            | 136 349          | 681              |
| 2008            | 125 671          | 543              |
| 2009            | 109 568          | 282              |
| 2010            | 106 983          | 223              |
| 2011            | 88 025           | 317              |
| 2012            | 70 108           | 867              |
| 2013            | 131 258          | 2556             |
| 2014            | 121 231          | 2623             |
| 2015            | 119 475          | 1440             |

## Краш-тесты
Комитет Euro NCAP присудил Mercedes-Benz A-Class награду в 2018 году за лучшие показатели безопасности в классе "Малый семейный автомобиль".
| Euro NCAP                                                  | Euro NCAP | Euro NCAP | Euro NCAP             |
| ---------------------------------------------------------- | --------- | --------- | --------------------- |
| · общий рейтинг                                            |           |           |                       |
| 96%                                                        | 91%       | 92%       | 75%                   |
| взрослый пассажир                                          | ребёнок   | пешеход   | активная безопасность |
| Протестированная модель: Mercedes-Benz A 180 d, LHD (2018) |           |           |                       |